# Berglerschleife
Die Berglerschleife ist ein Gemeindeteil der Oberpfälzer Stadt Pleystein im Landkreis Neustadt an der Waldnaab; dort war früher der Neuhammer, auch Hammer Premhof genannt. Das Werk wurde vom Wasser der Pfreimd angetrieben.

## Geschichte
In einer Grenzbeschreibung von 1585 werden Grundstücke genannt, die zum Bau des „neuen Hammers“ benötigt wurden; aber bereits 1596 hieß es, „der neue Hammer ist wieder eingegangen“. Auch nach einem Bericht über das Hammer- und Bergwerkswesen in der Oberpfalz heißt es: „Ein  Eisen-  oder  Schinhammer, ungangbar und seit dem Mansfeld'schen Zug  anno 1621 öd, die Hämmer und Hausgebäu(de) ganz weg. Der Hammer gehörte Georg Willibald Kastners Erben, die sich aber desselben wegen der daraufstehenden Gotteshausschulden nach  Moßbach bereits verziehen und selbigen „heimgelassen““.
Im Jahr 1866 wurde dort von Josef Piehler von der Pingermühle und seinem Schwiegersohn Peter Bergler, Bauer vom Spielhof, ein Glasschleif- und Polierwerk gegründet. Zuerst wurden gegen die Errichtung des Werkes Einwände von Nachbarn erhoben, die aber von dem Königlichen Amtsgericht Vohenstrauß zurückgewiesen wurden; das Gericht gestattete hingegen mit Beschluss vom 9. Mai 1866 dem Peter Bergler die Errichtung eines Schleif- und Polierwerkes mit zwölf Wasserständern und einer Poliere, zudem wurde die Errichtung eines Werkgrabens von acht Fuß Breite an der Sohle und zwölf Fuß Breite an der Böschung zur Ableitung von Wasser des Zottbaches genehmigt. Das Werk wurde im Jahr der Erbauung auf zwölf Jahre an Georg Wild von Plößberg verpachtet; der Pächter musste einen Pachtzins von 1 ¾ Kreuzer von jeder geschliffenen Glasscheibe im Judenmaß bezahlen. Am 16. Februar 1880 wurde das Berglerwerk an Alois Kupfer von Frankenreuth verkauft, ab 1911 war das Werk im Besitz der Bayerischen Spiegelglas AG in Fürth. Seit dem 25. Januar 1941 war Max Müllner aus Pleystein der Besitzer. Im Kaufvertrag wurde ihm die Auflage gemacht, dass er kein Glas mehr schleifen und polieren darf. Die Wasserräder wurden abmontiert, stattdessen wurde eine Turbine zur Stromerzeugung eingebaut; ab dem 20. Juli 1942 wurde mit der Stromlieferung an die OBAG begonnen.
Während des Zweiten Weltkrieges wurde der ehemalige Polierraum von der deutschen Kriegsmarine zur Lagerung von Textilien, U-Boot-Ventilen und Gummiplatten beschlagnahmt. Von 1943 bis 1945 wurden im Schleifraum Lokomotivteile vom RAW Weiden eingelagert. Zwischen 1948 und 1961 wurden alle Gebäude an die Firma Karl Drabsch verpachtet, die dort eine Kleiderfabrik einrichtete; später wurden dort auch Keramik und Möbel hergestellt. Am 13. August 1959 wurde ein Vertrag mit der Vereinigung der Freunde der 6. Oberschule Berlin-Neukölln abgeschlossen und der Umbau in ein Schullandheim in die Wege geleitet.
Heute befinden sich in der Berglerschleife eine Reihe von Industriebetrieben, die an die Geschichte des Ortes anknüpfen (z. B. Mirrotech Glas & Spiegel GmbH, Kochendörfer Wasserkraftanlagen Turbinen-Maschinenbau e.K.).